# Piekoszów (gmina)

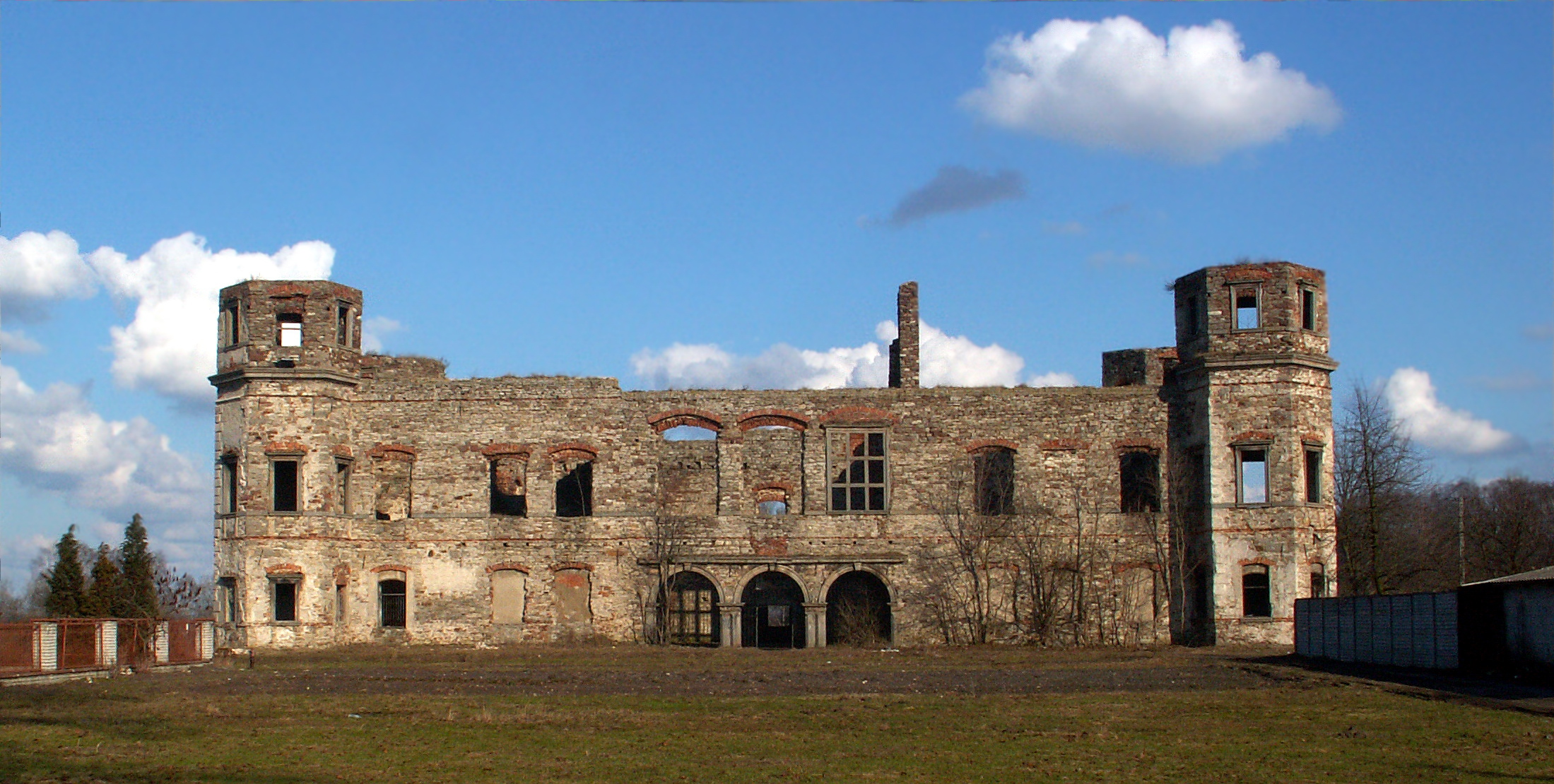
Ruiny pałacu Tarłów w Podzamczu Piekoszowskim.

Piekoszów (hist. gmina Jaworznia) – gmina miejsko-wiejska w Polsce położona w województwie świętokrzyskim, w powiecie kieleckim. W latach 1975–1998 gmina administracyjnie należała do województwa kieleckiego.
Siedziba gminy to Piekoszów. Na terenie gminy w Podzamczu Piekoszowskim znajdują się ruiny XVII-wiecznego pałacu Tarłów, a także „Dom dla Niepełnosprawnych” w Piekoszowie (ul. Czarnowska 2a).
Według danych z 1 stycznia 2010 gminę zamieszkiwało 15 840 osób.

## Struktura powierzchni
Według danych z roku 2002 gmina Piekoszów ma obszar 102,48 km², w tym:
- użytki rolne: 73%
- użytki leśne: 17%

Gmina stanowi 4,56% powierzchni powiatu.

## Demografia

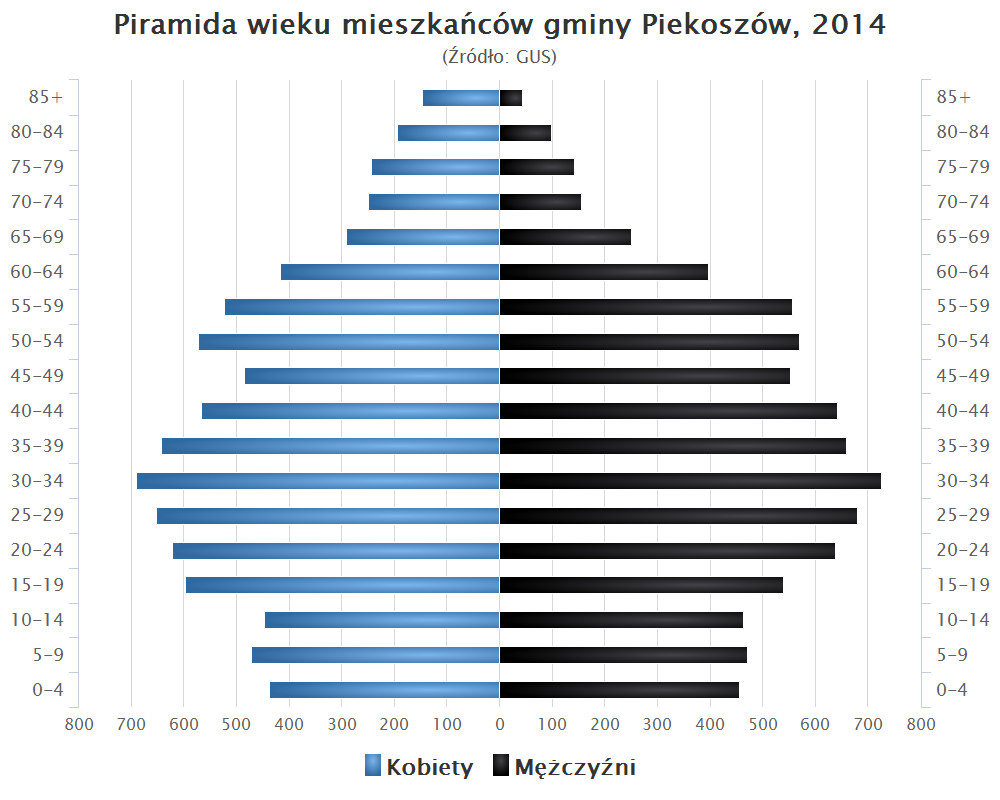
Piramida wieku mieszkańców gminy Piekoszów w 2014 roku

Dane z 31 grudnia 2010:
| Opis                              | Ogółem | Ogółem | Kobiety | Kobiety | Mężczyźni | Mężczyźni |
| --------------------------------- | ------ | ------ | ------- | ------- | --------- | --------- |
| jednostka                         | osób   | %      | osób    | %       | osób      | %         |
| populacja                         | 16202  | 100    | 8251    | 50,8    | 7947      | 49,2      |
| gęstość zaludnienia (mieszk./km²) | 154    | 154    |         |         |           |           |

## Historia
Początki miejscowości Piekoszów sięgają XI w. Jedną z pierwszych pisemnych wzmianek o tych terenach jest datowana na 1337 rok informacja dotycząca świętopietrza składanego przez parafię Piekoszów. Już wówczas parafia liczyła 240 osób i obejmowała obszar ponad 80 km². W tym czasie okolice Piekoszowa były we władaniu rodziny Straszów, wywodzącej się z potężnego rodu Odrowążów. W okresie rządów Władysława Jagiełły Straszowie będący wówczas w stanie kryzysu musieli przekazać władanie ziemią piekoszowską swoim pobratymcom Sporowskim. Tej właśnie rodzinie parafia zawdzięczała m.in. wprowadzenie prawa niemieckiego, co pociągało za sobą obowiązek powoływania sołtysa i ławy wiejskiej w poszczególnych miejscowościach.
W 1430 roku Sporowscy hojnie uposażyli piekoszowską świątynię nadając jej karczmę oraz ziemie. Od XVI wieku funkcjonowała w Piekoszowie szkółka parafialna. Wiek XIV i XV to również okres formowania się osad tworzących dziś poszczególne sołectwa gminy. W XVI stuleciu klucz piekoszowski Hieronima Odrowąża składał się z ośmiu wsi z centrum w Piekoszowie, gdzie znajdował się dwór i folwark szlachecki rodu Odrowążów. Drugi predium-folwark został założony w Rykoszynie, a rozbudowany głównie przez ród Tarłów herbu Topór, który wszedł we władanie Ziemią Piekoszowską w roku 1619. Temu rodowi Piekoszów i okolice zawdzięczają zarówno rozwój (m.in. szkolnictwa zawodowego) jak również okazałą rezydencję, której ruiny jeszcze dziś wyglądają imponująco. Jednym z licznych późniejszych właścicieli rezydencji była rodzina majora Henryka Dobrzańskiego „Hubala”. W II poł. XVIII wieku na terenie dzisiejszej gminy osiedliła się rodzina Żeromskich, przejmując dobra ziemskie położone w dzisiejszych sołectwach Micigózd i Brynica. Ojciec Stefana Żeromskiego dzierżawił folwark w dzisiejszym sołectwie Zajączków, a potem przeniósł się do pobliskiego Strawczyna, gdzie w 1864 roku urodził się Stefan – przyszły pisarz. Stefan Żeromski często odbywał przejażdżki bryczką do Piekoszowa, a leżąca na terenie gminy rzeka Wierna Rzeka posłużyła za tytuł jego powieści „Wierna Rzeka”.
Po roku 1795 rejon piekoszowski wszedł w skład zaboru austriackiego, a w roku 1809 znalazł się w granicach Księstwa Warszawskiego. Po kongresie wiedeńskim w roku 1815 tereny dzisiejszej gminy znalazły się w województwie sandomierskim, które władze carskie zamieniły na gubernię. W czasie I wojny światowej tereny gminy Piekoszów znów znalazły się pod okupacją austriacką. Niepodległość w 1918 reaktywowała polski model podziału administracyjnego i gmina Piekoszów znalazła się w granicach województwa kieleckiego, w powiecie kieleckim. Wówczas to gmina była bardzo rozległa terytorialnie i składała się z 25 wsi i 4 kolonii. W okresie międzywojennym w gminie Piekoszów funkcjonował prężny ruch ludowy, gmina o drewnianej zabudowie wzbogaciła się o kilka obiektów murowanych. Jednym z ciekawszych był „Dom Legionisty im. Marszałka Józefa Piłsudskiego”.
W okresie II wojny światowej na terenie gminy działały liczne oddziały partyzantów. Było też wiele dramatycznych wydarzeń, podczas których z rąk niemieckich zginęło wielu mieszkańców. Po wyzwoleniu 16 stycznia 1945 teren gminy był sceną walk bratobójczych związanych z utrwalaniem „nowej władzy”. Po wojnie na terenie gminy rozwinął się przemysł wapienniczy oraz kopalnie kamienia drogowego i budowlanego. Tereny gminy ze względu na bogactwa mineralne mają wiekowe tradycje górnicze. Od XV wieku eksploatowano tu rudy miedzi, ołowiu, srebra. Eksploatacja tych kruszców zakończyła się w okresie dwudziestolecia międzywojennego. Oprócz rud metali, bogactwem gminy są kwarcyty i eksploatowane do dziś wapienie. Od XVII wieku w Jaworzni zaczęto na większą skalę pozyskiwać kamień oraz marmur zwany jaworznickim. Ozdobne marmury wydobywano w okolicach Bolechowic, Szewców, Zalejowej, Miedzianki i Korzecka.

## Sołectwa
Bławatków, Brynica, Gałęzice, Szczukowskie Górki, Janów, Jaworznia, Jeżynów, Lesica, Łaziska, Łosienek, Łosień, Łubno, Micigózd, Piekoszów, Podzamcze, Rykoszyn, Skałka, Szczukowice, Wesoła, Wincentów, Zajączków.
Pozostałe miejscowości podstawowe: Dolna Kolonia, Gniewce, Jaworznia Fabryczna, Julianów, Plebańskie, Podłosienek, Stara Wieś, Wierna Rzeka, Zagórze.

## Sąsiednie gminy
Łopuszno, Strawczyn, Miedziana Góra, miasto Kielce, Nowiny, Chęciny, Małogoszcz.